# Alan Merrill
Alan Merrill, nome artístico de Allan Preston Sachs (The Bronx, Nova Iorque, 19 de fevereiro de 1951 - Nova Iorque, 29 de março de 2020) foi um vocalista, guitarrista, compositor, ator e modelo norte-americano, conhecido por ser o autor da música "I Love Rock 'n' Roll", lançada em 1975 pelo seu grupo Arrows, mas que se tornou sucesso na voz de Joan Jett.

## Biografia
No início dos anos 70, Merrill tornou-se o primeiro ocidental a alcançar o status de pop star no Japão.
Merrill era mais conhecido como vocalista e compositor, mas também tocava guitarra, baixo, gaita e teclados.
Morreu em 29 de março de 2020, aos 69 anos, após ter contraído Covid-19 em meio à pandemia do novo coronavirus.